# Ramón Pérez de Ayala
Pour les articles homonymes, voir Ayala.
Ramón Pérez de Ayala (Oviedo, le 9 août 1880 - le 5 août 1962) est un écrivain espagnol.

## Biographie
Après plusieurs années passées chez les Jésuites - qu'il tourne plus tard en dérision dans son roman A.M.D.G. (1910) -, Pérez de Ayala entre en 1895 à l'université d'Oviedo, où il entreprend successivement des études scientifiques et juridiques. Il finit par obtenir un doctorat en droit en 1906, à l'université de Madrid.
Mais dès son premier ouvrage, La paz del sendero, publié en 1904, il se consacre presque entièrement à la littérature, voyage, écrit dans différents journaux, entre autres El Heraldo et El Liberal.

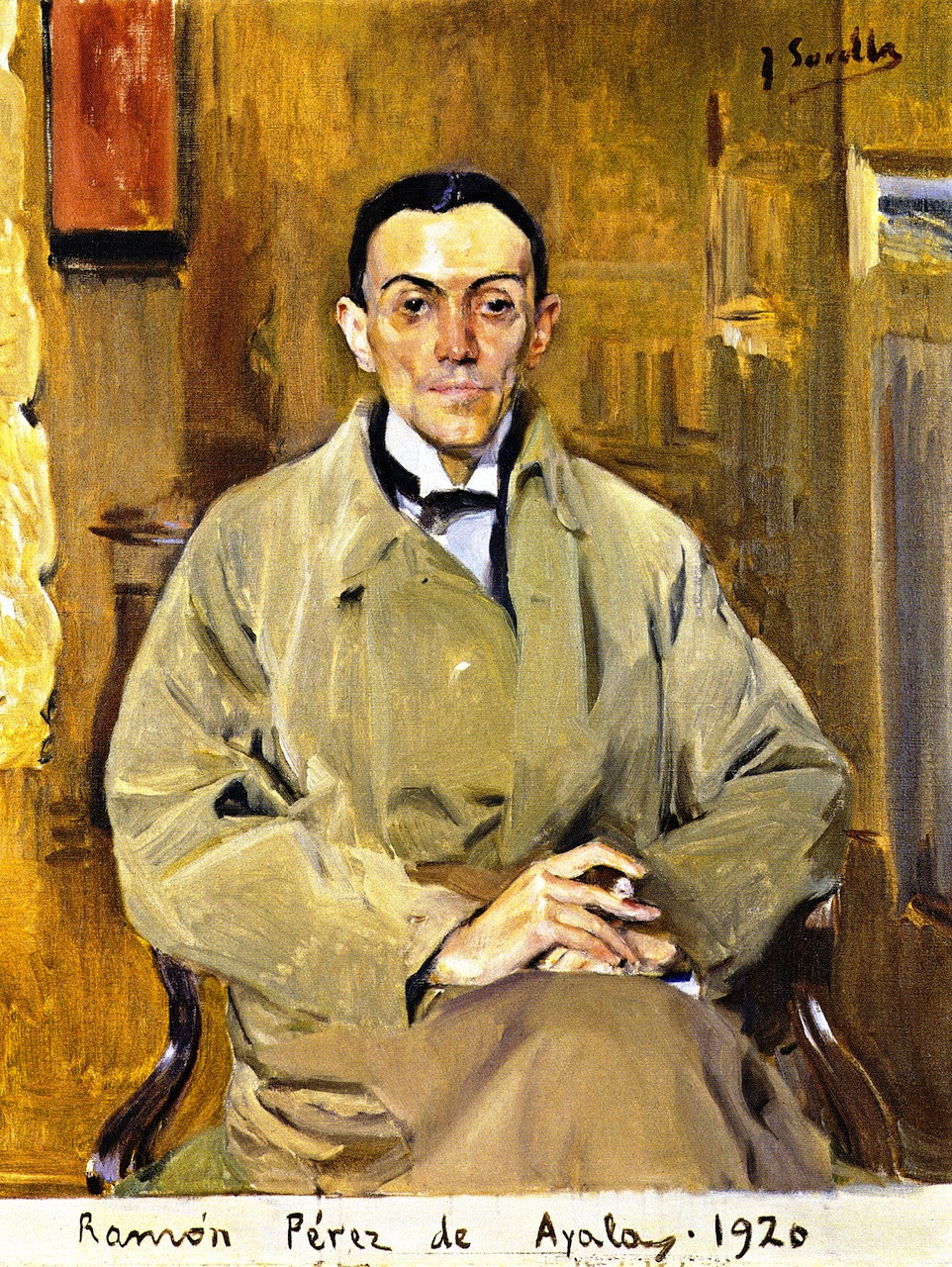
Portrait de Ramón Pérez de Ayala, 1920
Joaquín Sorolla
Hispanic Society of America, New York

En 1931, aux côtés de José Ortega y Gasset et de Gregorio Marañón, il signe intitulé Au service de la République ; il soutient le nouveau régime. L'année suivante, il est nommé ambassadeur à Londres, mais démissionne en 1936, mécontent de l'orientation politique prise par le Front populaire. Pendant la Guerre d'Espagne, il prend position en faveur des nationalistes, et quitte précipitamment Madrid. Par la suite, il partage son temps entre l'Espagne et l'Argentine, avant de revenir définitivement dans son pays natal en 1954, où il décède huit ans plus tard.
Il est difficile de déterminer dans quelle génération d'écrivains espagnols Pérez de Ayala peut être rangé ; son style réaliste s'apparente à celui de la génération de 98, mais certains le placent plutôt dans la génération de 14.

## Œuvre
- A.M.D.G., traduit de l'espagnol par Jean Cassou, La Connaissance.
- La chute de la maison Limón, traduit de l'espagnol par Marcel Carayon, Terre de Brume, 2004